# TrackMania Forever
Op 7 oktober 2007 kondigde Nadeo aan dat ze aan werken waren aan nieuwe versies van TrackMania United en TrackMania Nations. Ze zullen beide Forever aan hun naam krijgen toegevoegd, en zullen compatibel zijn om via netwerken te spelen. Voor de bezitters van het spel TrackMania United komt het als een gratis add-on, wat het spel in feite omvormt naar TrackMania United Forever. De beide games smelten hierdoor als het ware samen, waardoor spelers vanuit beide games online tegen elkaar kunnen spelen.
Nadeo heeft aangegeven dat ze TrackMania een langer leven wilden geven, en werkt daarom op een motor, een gebruikersvriendelijker uiterlijk en een nieuwe inhoud. TrackMania United Forever zal niet langer een cd-rom nodig hebben om het te kunnen spelen (zoals bij TrackMania United het geval was), om verschillende kopieerbeveiligingen en anti-cheat systemen mogelijk te maken.
TrackMania Forever is uitgegeven op 16 april 2008.

## Trivia
- Het spel is opgenomen in het boek 1001 Video Games You Must Play Before You Die van Tony Mott.